# Степанов, Анатолий Григорьевич
Анато́лий Григо́рьевич Степа́нов (24 декабря 1920, Владивосток — 3 мая 2001, Москва) — советский боксёр и тренер по боксу. Выступал на всесоюзном уровне в полутяжёлой весовой категории во второй половине 1940-х годов, чемпион СССР, трижды серебряный призёр советских национальных первенств, мастер спорта СССР. Осуществлял тренерскую деятельность в спортивных обществах «Трудовые резервы» и «Динамо», главный тренер национальной сборной СССР, личный тренер известного советского боксёра Аскольда Лясоты. Заслуженный работник физической культуры РСФСР. Заслуженный тренер СССР. Судья всесоюзной категории (1954).
Участник Великой Отечественной войны.

## Биография
Родился 24 декабря 1920 года в городе Владивостоке Приморской губернии, но спустя четыре года его семья переехала на постоянное жительство в Москву. Активно заниматься боксом начал в возрасте четырнадцати лет в 1934 году под руководством заслуженного мастера спорта и тренера Константина Васильевича Градополова. Тренировался вместе со своими братьями Виктором и Геннадием, которые впоследствии тоже стали известными боксёрами и тренерами.
Вынужден был прервать карьеру спортсмена из-за начавшейся Великой Отечественной войны. Принимал участие в боевых действиях в качестве стрелка-радиста на дальнем бомбардировщике. Награждён орденом Отечественной войны II степени (1985).
Первого серьёзного успеха как боксёр добился уже после войны в 1945 году, когда присоединился к команде ЦДКА и выступил на чемпионате СССР в Москве, где завоевал награду серебряного достоинства — в решающем поединке полутяжёлой весовой категории уступил тбилисскому динамовцу Левону Гудушаури. Через год на аналогичных соревнованиях вновь встретился в финале с Гудушаури и на сей раз выиграл у него, став чемпионом страны.
На чемпионате СССР 1947 года получил в полутяжёлом весе серебро, потерпев поражение от представителя Украины Георгия Ешко. Последний раз показал сколько-нибудь значимый результат на всесоюзном уровне в сезоне 1948 года, когда на чемпионате страны в Тбилиси и Ленинграде в третий раз выиграл серебряную медаль — здесь в финале его остановил младший брат Геннадий. Является обладателем звания мастера спорта СССР.
В 1946 году исполнил роль Юрия Рогова, чемпиона Москвы по боксу, в художественном фильме «Первая перчатка». Увлёкся кинематографом и снял несколько уже своих собственных фильмов: в Риме, на XVII летних олимпийских играх, на первенстве СССР по боксу и фильм о лучших боксёрах общества «Трудовые резервы», где работал главным тренером.
После завершения спортивной карьеры начиная с 1951 года занялся тренерской деятельностью. В период 1954—1970 годов занимал должность главного тренера центрального совета добровольного спортивного общества «Трудовые резервы». В 1970—1973 годах — главный тренер национальной сборной СССР по боксу, руководил советской сборной на летних Олимпийских играх в Мюнхене (советские боксёры завоевали две золотые медали в 11 категориях). В 1973—1981 годах занимал пост главного тренера центрального совета всесоюзного физкультурно-спортивного общества «Динамо».
Подготовил ряд титулованных боксёров, добившихся успеха на всесоюзном уровне. В частности, вместе с братом Геннадием воспитал заслуженного мастера спорта Аскольда Лясоту, трёхкратного чемпиона СССР, шестикратного чемпиона РСФСР. За выдающиеся достижения на тренерском поприще удостоен почётного звания «Заслуженный тренер СССР». Заслуженный работник физической культуры РСФСР.
Умер 3 мая 2001 года в возрасте 80 лет. Похоронен на Ваганьковском кладбище в Москве.